# Tony Dovolani
Driton „Tony” Dovolani (ur. 17 lipca 1973 w Prisztinie) – amerykański tancerz i instruktor tańca pochodzenia albańskiego.

## Życiorys

### Wczesne lata
Urodził się w albańskiej rodzinie, żyjącej na terenie Kosowa (wtedy stanowiącego część Jugosławii). W wieku trzech lat zaczął naukę tańca ludowego. W 1989 roku przeniósł się z rodziną do Stanów Zjednoczonych, gdzie zamieszkał w Stamford. Uczęszczał do prestiżowej szkoły tańca Fred Astaire Dance Studios w Connecticut.

### Kariera
Na ekranie zadebiutował rolą Sprytnego Willy’ego w filmie Zatańcz ze mną (2004) u boku Jennifer Lopez.
W latach 2005–2006 zdobył wiele tytułów w amerykańskich konkursach tanecznych, m.in. 2005 World Rhythm Champion, 2005 United States Open Rhythm Champion, 2006 PBS America's Ballroom Challenge Rhythm Champion. Jego partnerkami tanecznymi były wtedy Inna Ivanenko i Elena Grinenko.
W latach 2005–2018 występował jako trener tańca w programie rozrywkowym Dancing with the Stars. Jego partnerkami w programie były, m.in. Stacy Keibler, Sara Evans, Leeza Gibbons, Jane Seymour, Kathy Ireland, Audrina Patridge, Martina Navrátilová, Melissa Rycroft, NeNe Leakes i Marla Maples.
W 2012 otworzył w Stamford szkołę tańca Dance with Me Studio, wspólnie z Maksimem i Walentynem Czmerkowskimi. Jest także sędzią w konkursach tanecznych.

## Życie prywatne
Mieszka w Nowym Jorku. Jest mężem Trendaliny „Liny” Dovolani, z którą ma troje dzieci: bliźnięta Adriana i Arianę oraz córkę Luanę.